# حسين جويد
حسين جويد لاعب كرة قدم سوري من مواليد حلب 1 يناير 1993

 لعب لكافة الفئات السنية في الحرية وحقق معهم بطولة الدوري السوري الدرجة الثانية وفي عام 2013 انتقل لخوض أول تجربة احترافية خارجية له في الزوراء العراقي. يلعب الآن لنادي حطين السوري ويقدم مستويات مميزة معه.

## روابط خارجية
- حسين جويد على موقع قاعدة بيانات كرة القدم.إي يو (الإنجليزية)
- حسين جويد على موقع ناشيونال فوتبول تيمز (الإنجليزية)
- حسين جويد على موقع Soccerway.com (الإنجليزية)